# Schefflera robusta
Schefflera robusta är en araliaväxtart som först beskrevs av Albert Charles Smith, och fick sitt nu gällande namn av Albert Charles Smith. Schefflera robusta ingår i släktet Schefflera och familjen araliaväxter. Inga underarter finns listade.